# Alvinella
Alvinella is een geslacht van borstelwormen uit de familie van de Alvinellidae. De wetenschappelijke naam van het geslacht werd voor het eerst geldig gepubliceerd in 1980 door Desbruyères en Laubier.

## Soorten
- Alvinella caudata Desbruyères & Laubier, 1986
- Alvinella pompejana Desbruyères & Laubier, 1980 (Pompeiiworm)